# Лев Альбани
Лев Альбани — античная статуя.

## История и описание
Статуя выполнена из зелёного базальта, вероятно, в I веке нашей эры. Сохранилось всего несколько античных статуй из камней зеленоватого оттенка (например см. Зелёный Цезарь). Лев опирается передней лапой на шар, выполненный из жёлтого мрамора.
По аналогии с другими произведениями античной скульптуры, история которых известна лучше, предполагается, что лев Альбани и лев Медичи могут восходить к одному и тому же эллинистическому оригиналу. Однако, поскольку обе скульптуры были найдены в не самой лучшей сохранности, и в эпоху, когда стандарты реставрации древних памятников сильно отличались от современных, нельзя исключать, что их современный вид является результатом реконструкции, произведённой в эпоху Ренессанса, причём внешний облик одного льва мог быть сознательно приближен к облику другого.
История льва Альбани достоверно прослеживается до коллекции итальянского кардинала Алессандро Альбани (1692—1779), собравшего много произведений искусства на своей вилле в Риме (Вилла Альбани). Однако античное происхождение по крайней мере части «деталей» льва не вызывает сомнения.
В настоящее время лев Альбани хранится в парижском Лувре, где входит в постоянную экспозицию отдела греческих, римских и этрусских древностей.